# Stephan Hocke
Stephan Hocke (né le 20 octobre 1983 à Suhl) est un sauteur à ski allemand. En 2002, il devient champion olympique par équipes à Salt Lake City deux mois après avoir remporté son unique concours en Coupe du monde. Il s'agissait de sa première saison dans l'élite mondiale.

## Palmarès

### Jeux olympiques
| Épreuve / Édition | Salt Lake City 2002 |
| Grand tremplin    | 12e                 |
| Par équipes       | Or                  |

### Championnats du monde
| Épreuve / Édition | Sapporo 2007 | Liberec 2009 |
| Petit tremplin    | 28e          | 19e          |
| Grand tremplin    | 32e          | 12e          |
| Par équipes       | 8e           | 10e          |

### Coupe du monde
- Meilleur classement général : 9e en 2002.
- 2 podiums individuels dont 1 victoire.
- 4 podiums en épreuve par équipes.

#### Victoire
| Année | Lieu               |
| 2002  | Engelberg (Suisse) |